# Тељија-Лоја (Вербано-Кузио-Осола)
Тељија-Лоја је насеље у Италији у округу Вербано-Кузио-Осола, региону Пијемонт.
Према процени из 2011. у насељу је живело 75 становника. Насеље се налази на надморској висини од 230 м.